# Zied Toumi
Zied Toumi, né le 17 juillet 1985 à Sousse, est un basketteur tunisien actif de 2002 à 2021.
Il a disputé le championnat d'Afrique 2011 avec l'équipe de Tunisie.

## Carrière
- 2002-2021 : Étoile sportive du Sahel (Tunisie)

## Palmarès

### Clubs
- Champion de Tunisie : 2007, 2009, 2011, 2012, 2013
- Vainqueur de la coupe de Tunisie : 2011, 2012, 2013, 2016
- Médaille d'or à la coupe d'Afrique des clubs champions 2011 ( Maroc)
- Médaille d'argent à la coupe d'Afrique des clubs champions 2008 ( Tunisie)
- Médaille d'argent à la coupe d'Afrique des clubs champions 2013 ( Tunisie)
- Médaille d'or à la coupe arabe des clubs champions 2015 ( Émirats arabes unis)
- Médaille d'or à la coupe arabe des clubs champions 2016 ( Tunisie)

### Équipe de Tunisie

#### Championnat d'Afrique
- Médaille d'or au championnat d'Afrique 2011 (Tunisie)